# Chrysococcyx maculatus
Il cuculo smeraldino asiatico (Chrysococcyx maculatus Gmelin, 1788) è un uccello della famiglia Cuculidae.

## Distribuzione e habitat
Questo uccello vive nell'Asia meridionale e sudorientale, dall'India e la Cina fino all'Indonesia, compreso lo Sri Lanka.

## Tassonomia

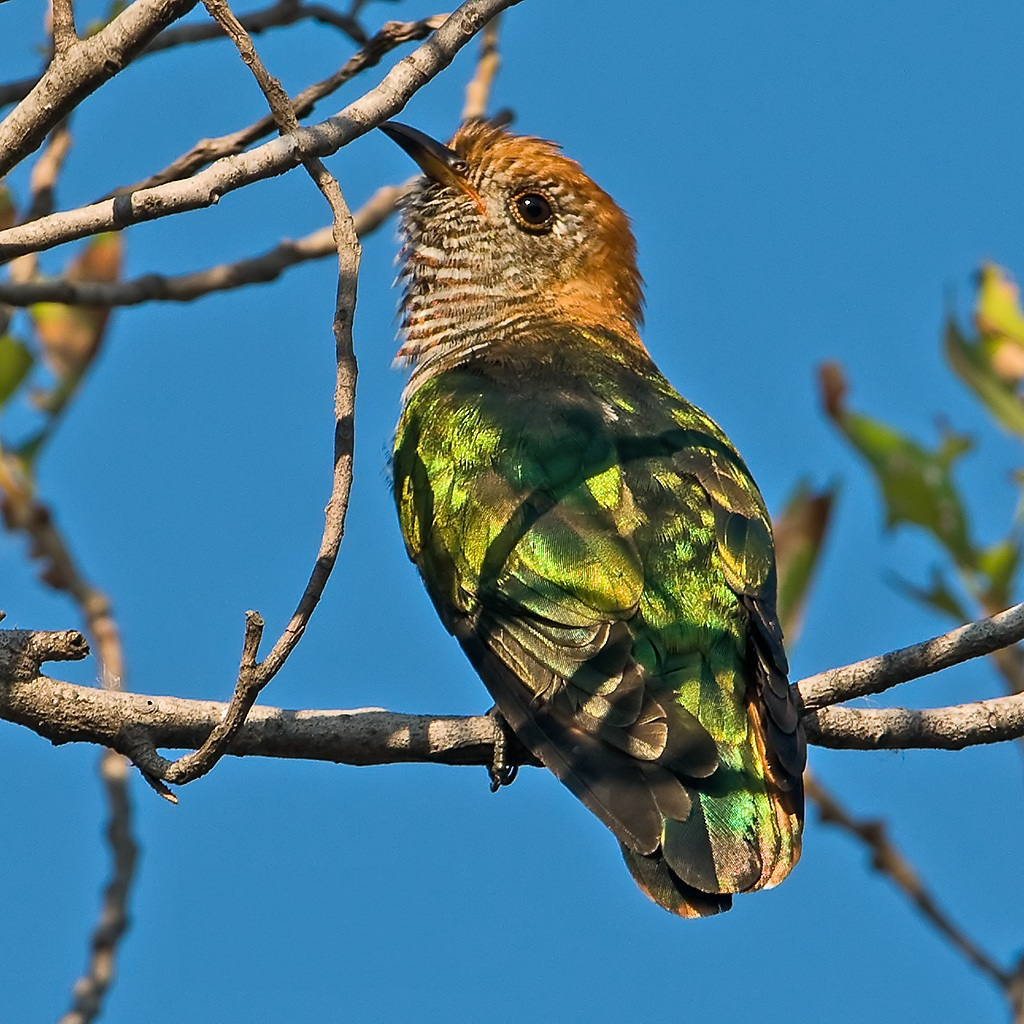
Femmina di Chrysococcyx maculatus

Chrysococcyx maculatus non ha sottospecie, è monotipico.